# Sheffield United Football Club 2023-2024
Questa voce raccoglie le informazioni riguardanti lo Sheffield United Football Club nelle competizioni ufficiali della stagione 2023-2024.

## Stagione
A seguito della sconfitta per 4-2 contro il Manchester Utd il 24 aprile, lo Sheffield United batte il record di 89 gol subiti in una stagione di Premier League a 20 squadre, in precedenza posseduto dal Derby County nella stagione 2007-2008. Tre giorni dopo, il club retrocede direttamente in Championship con tre giornate d'anticipo dopo aver perso 5-1 contro il Newcastle Utd, retrocessione maturata da un ultimo posto con 16 punti, situazione che resterà invariata fino alla fine della stagione.
Il 4 maggio, lo Sheffield perde 3-1 contro il Nottingham Forest e pareggia con lo Swindon Town il record di maggior numero di reti subite in Premier League, pari a 100, stabilito nel 1993-1994.; tale record viene superato con una sconfitta in trasferta per 1-0 contro l'Everton l'11 maggio, una settimana dopo. Nella seguente e ultima giornata, i Blades perdono 3-0 in casa contro il Tottenham, e concludono in tal modo la stagione con 104 reti subite (record negativo assoluto) e una differenza reti pari a -69, uguale a quella dello stesso Derby County nella suddetta stagione 2007-08; segnano inoltre 57 gol subiti in casa, superando il record dell'Aston Villa nel 1935-36, e un record di differenza reti in casa pari a –38.

## Maglie e sponsor
| Casa | Trasferta | Terza divisa |

Sponsor ufficiale: Randox Health
Fornitore tecnico: Erreà

## Rosa
In corsivo i calciatori ceduti durante la stagione.
| N. |                                 | Ruolo | Calciatore        |
| -- | ------------------------------- | ----- | ----------------- |
| 1  | Galles (bandiera)               | P     | Adam Davies       |
| 2  | Grecia (bandiera)               | D     | George Baldock    |
| 3  | Inghilterra (bandiera)          | D     | Max Lowe          |
| 4  | Scozia (bandiera)               | C     | John Fleck        |
| 5  | Stati Uniti (bandiera)          | D     | Auston Trusty     |
| 6  | Inghilterra (bandiera)          | D     | Chris Basham      |
| 7  | Inghilterra (bandiera)          | A     | Rhian Brewster    |
| 8  | Paesi Bassi (bandiera)          | C     | Gustavo Hamer     |
| 9  | Scozia (bandiera)               | A     | Oliver McBurnie   |
| 10 | Inghilterra (bandiera)          | A     | Cameron Archer    |
| 11 | Irlanda (bandiera)              | A     | Bénie Traoré      |
| 11 | Cile (bandiera)                 | A     | Ben Brereton Díaz |
| 12 | Irlanda (bandiera)              | D     | John Egan         |
| 13 | Croazia (bandiera)              | P     | Ivo Grbić         |
| 14 | Inghilterra (bandiera)          | D     | Luke Thomas       |
| 15 | Bosnia ed Erzegovina (bandiera) | D     | Anel Ahmedhodžić  |
| 16 | Irlanda del Nord (bandiera)     | A     | Oliver Norwood    |
| 17 | Mali (bandiera)                 | A     | Ismaila Coulibaly |
| 18 | Inghilterra (bandiera)          | P     | Wes Foderingham   |
| 19 | Inghilterra (bandiera)          | D     | Jack Robinson     |

| N. |                        | Ruolo | Calciatore             |
| -- | ---------------------- | ----- | ---------------------- |
| 20 | Inghilterra (bandiera) | D     | Jayden Bogle           |
| 21 | Brasile (bandiera)     | C     | Vini Souza             |
| 22 | Inghilterra (bandiera) | C     | Tom Davies             |
| 23 | Inghilterra (bandiera) | C     | Ben Osborn             |
| 25 | Tunisia (bandiera)     | C     | Anis Ben Slimane       |
| 26 | Scozia (bandiera)      | A     | Ryan Oné               |
| 27 | Francia (bandiera)     | D     | Yasser Larouci         |
| 28 | Inghilterra (bandiera) | C     | James McAtee           |
| 30 | Inghilterra (bandiera) | D     | Mason Holgate          |
| 32 | Danimarca (bandiera)   | A     | William Osula          |
| 33 | Galles (bandiera)      | D     | Rhys Norrington-Davies |
| 34 | Inghilterra (bandiera) | C     | Louie Marsh            |
| 35 | Inghilterra (bandiera) | C     | Andre Brooks           |
| 36 | Inghilterra (bandiera) | A     | Daniel Jebbison        |
| 37 | Ghana (bandiera)       | P     | Jordan Amissah         |
| 38 | Inghilterra (bandiera) | D     | Femi Seriki            |
| 39 | Inghilterra (bandiera) | A     | Antwoine Hackford      |
| 40 | Inghilterra (bandiera) | D     | Jili Buyabu            |

## Calciomercato

### Sessione estiva
| Acquisti         | Acquisti         | Acquisti        | Acquisti                     |
| R.               | Nome             | da              | Modalità                     |
| ---------------- | ---------------- | --------------- | ---------------------------- |
| A                | Cameron Archer   | Aston Villa     | definitivo (21,55 milioni €) |
| C                | Gustavo Hamer    | Coventry City   | definitivo (17,3 milioni €)  |
| C                | Vini Souza       | Lommel          | definitivo (12,5 milioni €)  |
| D                | Auston Trusty    | Arsenal         | definitivo (5,8 milioni €)   |
| A                | Bénie Traoré     | Häcken          | definitivo (4,6 milioni €)   |
| C                | Anis Ben Slimane | Brøndby         | definitivo (2,7 milioni €)   |
| C                | Tom Davies       | Everton         | gratuito                     |
| D                | Luke Thomas      | Leicester City  | prestito                     |
| C                | James McAtee     | Manchester City | prestito                     |
| D                | Yasser Larouci   | Troyes          | prestito                     |
| Altre operazioni |                  |                 |                              |
| R.               | Nome             | da              | Modalità                     |

| Cessioni         | Cessioni       | Cessioni            | Cessioni                    |
| R.               | Nome           | a                   | Modalità                    |
| ---------------- | -------------- | ------------------- | --------------------------- |
| A                | Iliman Ndiaye  | Olympique Marsiglia | definitivo (17 milioni €)   |
| C                | Sander Berge   | Burnley             | definitivo (13,9 milioni €) |
| D                | Enda Stevens   | Stoke City          | gratuito                    |
| A                | Billy Sharp    | LA Galaxy           | gratuito                    |
| P                | Jake Eastwood  | Grimsby Town        | n.d.                        |
| D                | Jack O'Connell |                     | ritiro                      |
| D                | Kyron Gordon   |                     | ritiro                      |
| Altre operazioni |                |                     |                             |
| R.               | Nome           | a                   | Modalità                    |

#### Sessione Invernale
| Acquisti | Acquisti          | Acquisti        | Acquisti |
| R.       | Nome              | da              | Modalità |
| -------- | ----------------- | --------------- | -------- |
| A        | Ben Brereton Díaz | Villarreal      | prestito |
| P        | Ivo Grbić         | Atlético Madrid | n.d.     |
| D        | Mason Holgate     | Everton         | prestito |

| Cessioni | Cessioni          | Cessioni       | Cessioni      |
| R.       | Nome              | a              | Modalità      |
| -------- | ----------------- | -------------- | ------------- |
| A        | Bénie Traoré      | Nantes         | prestito      |
| D        | Luke Thomas       | Leicester City | fine prestito |
| A        | Antwoine Hackford | Burton Albion  | prestito      |
| A        | Ismaila Coulibaly | AIK            | prestito      |

## Risultati

### Premier League

#### Girone di andata
| Arbitro: | Brooks |

|  |           |             |
|  | Marcatori | 49’ Édouard |

| Arbitro: | Bankes |

|                     |           |           |
| Awoniyi 3’ Wood 89’ | Marcatori | 48’ Hamer |

| Arbitro: | Gillett |

|           |           |                       |
| Bogle 85’ | Marcatori | 63’ Haaland 88’ Rodri |

| Arbitro: | Madley |

|                                  |           |                          |
| Archer 33’ Pickford 45+3’ (aut.) | Marcatori | 14’ Doucouré 55’ Danjuma |

| Arbitro: | Peter Bankes |

|                                     |           |           |
| Richarlison 90+8’ Kulusevski 90+11’ | Marcatori | 73’ Hamer |

| Arbitro: | Attwell |

|  |           |                                                                                            |
|  | Marcatori | 21’ Longstaff 31’ Burn 35’ Botman 56’ Wilson 61’ Gordon 68’ Almirón 73’ Guimarães 87’ Isak |

| Arbitro: | Graham Scott |

|                      |           |  |
| Bowen 24’ Souček 37’ | Marcatori |  |

| Arbitro: | Samuel Barrott |

|                                               |           |                     |
| Reid 20’ Foderingham 76’ (aut.) Willian 90+2’ | Marcatori | 68’ (aut.) Robinson |

| Arbitro: | Oliver |

|                     |           |                         |
| McBurnie 34’ (rig.) | Marcatori | 28’ McTominay 77’ Dalot |

| Arbitro: | Robinson |

|                                                           |           |  |
| Nketiah 28’, 50’, 58’ F. Vieira 88’ (rig.) Tomiyasu 90+6’ | Marcatori |  |

| Arbitro: | R. Jones |

|                           |           |                |
| Archer 72’ Norwood 90+10’ | Marcatori | 89’ Bellegarde |

| Arbitro: | Brooks |

|            |           |                    |
| Adingra 6’ | Marcatori | 74’ (aut.) Webster |

| Arbitro: | Madley |

|                |           |                                      |
| McBurnie 90+7’ | Marcatori | 12’, 51’ Tavernier 45+3’ J. Kluivert |

| Arbitro: | Kavanagh |

|                                                                          |           |  |
| Jay Rodriguez 1’ Bruun Larsen 29’ Amdouni 73’ Koleosho 75’ Brownhill 80’ | Marcatori |  |

| Arbitro: | Hooper |

|  |           |                               |
|  | Marcatori | 37’ Van Dijk 90+4’ Szoboszlai |

| Arbitro: | Attwell |

|              |           |  |
| McAtee 45+1’ | Marcatori |  |

| Arbitro: | Madley |

|                        |           |  |
| Palmer 54’ Jackson 61’ | Marcatori |  |

| Arbitro: | Taylor |

|               |           |            |
| Zaniolo 90+7’ | Marcatori | 87’ Archer |

| Arbitro: | Allison |

|                              |           |                                                        |
| McBurnie 61’ Ahmedhodžić 69’ | Marcatori | 17’ Doughty 77’ (aut.) Robinson 81’ (aut.) Ben Slimane |

#### Girone di ritorno
| Arbitro: | Coote |

|                       |           |  |
| Rodri 14’ Álvarez 61’ | Marcatori |  |

| Arbitro: | Salisbury |

|                                     |           |                            |
| Brereton 44’ McBurnie 90+13’ (rig.) | Marcatori | 28’ Cornet 78’ Ward-Prowse |

| Arbitro: | Harrington |

|                        |           |                             |
| Eze 17’, 27’ Olise 67’ | Marcatori | 1’ Brereton Díaz 20’ McAtee |

| Arbitro: | Tierney |

|  |           |                                                               |
|  | Marcatori | 12’ McGinn 16’ Watkins 20’ Bailey 30’ Tielemans 47’ Á. Moreno |

| Arbitro: | Kavanagh |

|                   |           |                                             |
| Morris 52’ (rig.) | Marcatori | 30’ Archer 36’ (rig.) McAtee 72’ Vini Souza |

| Arbitro: | Attwell |

|  |           |                                                                 |
|  | Marcatori | 20’ Buonanotte 24’ Welbeck 75’ (aut.) Robinson 78’, 85’ Adingra |

| Arbitro: | Bond |

|             |           |  |
| Sarabia 30’ | Marcatori |  |

| Arbitro: | Barrott |

|  |           |                                                                            |
|  | Marcatori | 5’ Ødegaard 13’ (aut.) Bogle 15’ Martinelli 25’ Havertz 39’ Rice 58’ White |

| Arbitro: | Taylor |

|                         |           |                        |
| Ouattara 74’ Ünal 90+1’ | Marcatori | 27’ Hamer 64’ Robinson |

| Arbitro: | Salisbury |

|                                                   |           |                             |
| Maguire 42’ Fernandes 61’ (rig.), 81’ Højlund 85’ | Marcatori | 35’ Bogle 50’ Brereton Díaz |

| Arbitro: | Robinson |

|                                     |           |                                   |
| Brereton Díaz 58’, 70’ McBurnie 68’ | Marcatori | 62’ Palhinha 86’ Reid 90+3’ Muniz |

| Arbitro: | Attwell |

|                                      |           |                    |
| Núñez 17’ Mac Allister 76’ Gakpo 90’ | Marcatori | 58’ (aut.) Bradley |

| Arbitro: | R. Jones |

|                          |           |                          |
| Bogle 32’ McBurnie 90+3’ | Marcatori | 11’ T. Silva 66’ Madueke |

| Arbitro: | Barrott |

|                                   |           |  |
| Arblaster 63’ (aut.) Onyeka 90+3’ | Marcatori |  |

| Arbitro: | Madley |

|           |           |                                                             |
| Hamer 52’ | Marcatori | 38’ Bruun Larsen 40’ Assignon 57’ Foster 71’ J. Guðmundsson |

| Arbitro: | Harrington |

|                                                                 |           |                |
| Isak 26’, 61’ (rig.) Guimarães 54’ Osborn 65’ (aut.) Wilson 72’ | Marcatori | 8’ Ahmedhodžić |

| Arbitro: | Kavanagh |

|                          |           |                                |
| Brereton Díaz 17’ (rig.) | Marcatori | 27’, 65’ Hudson-Odoi 51’ Yates |

| Arbitro: | Attwell |

|              |           |  |
| Doucouré 31’ | Marcatori |  |

| Arbitro: | A. Madley |

|  |           |                               |
|  | Marcatori | 14’, 65’ Kulusevski 59’ Porro |

### FA Cup
| Arbitro: | Bond |

|  |           |                                |
|  | Marcatori | 14’, 39’ Osula 83’, 88’ McAtee |

| Arbitro: | Gill |

|                       |           |                                                                     |
| Hamer 44’ Osula 45+8’ | Marcatori | 14’ Buonanotte 29’ (rig.), 52’ (rig.), 67’ João Pedro 90+7’ Welbeck |

### English Football League Cup
| Arbitro: | Tierney |

|                                 |                      |                                   |
| Norwood Marsh Osula Traoré Egan | Tiri di rigore 2 – 3 | Mandroiu Bishop Hamilton Sørensen |

## Statistiche finali

### Statistiche di squadra
| Competizione   | Punti | In casa | In casa | In casa | In casa | In casa | In casa | In trasferta | In trasferta | In trasferta | In trasferta | In trasferta | In trasferta | Totale | Totale | Totale | Totale | Totale | Totale | DR  |
| Competizione   | Punti | G       | V       | N       | P       | Gf      | Gs      | G            | V            | N            | P            | Gf           | Gs           | G      | V      | N      | P      | Gf     | Gs     | DR  |
| -------------- | ----- | ------- | ------- | ------- | ------- | ------- | ------- | ------------ | ------------ | ------------ | ------------ | ------------ | ------------ | ------ | ------ | ------ | ------ | ------ | ------ | --- |
| Premier League | 16    | 19      | 2       | 4       | 13      | 19      | 57      | 19           | 1            | 4            | 15           | 16           | 47           | 38     | 3      | 7      | 28     | 35     | 104    | -69 |
| FA Cup         | -     | 1       | 0       | 0       | 1       | 2       | 5       | 1            | 1            | 0            | 0            | 4            | 0            | 2      | 1      | 0      | 1      | 6      | 5      | +1  |
| League Cup     | -     | 1       | 0       | 1       | 0       | 0       | 0       | 0            | 0            | 0            | 0            | 0            | 0            | 1      | 0      | 1      | 0      | 0      | 0      | 0   |
| Totale         | -     | 21      | 2       | 5       | 14      | 21      | 62      | 20           | 2            | 3            | 15           | 18           | 49           | 41     | 4      | 8      | 29     | 41     | 109    | -68 |

### Andamento in campionato
| Giornata  | 1  | 2  | 3  | 4  | 5  | 6  | 7  | 8  | 9  | 10 | 11 | 12 | 13 | 14 | 15 | 16 | 17 | 18 | 19 | 20 | 21 | 22 | 23 | 24 | 25 | 26 | 27 | 28 | 29 | 30 | 31 | 32 | 33 | 34 | 35 | 36 | 37 | 38 |
| --------- | -- | -- | -- | -- | -- | -- | -- | -- | -- | -- | -- | -- | -- | -- | -- | -- | -- | -- | -- | -- | -- | -- | -- | -- | -- | -- | -- | -- | -- | -- | -- | -- | -- | -- | -- | -- | -- | -- |
| Luogo     | C  | T  | C  | C  | T  | C  | T  | T  | C  | T  | C  | T  | C  | T  | C  | C  | T  | T  | C  | T  | C  | T  | C  | T  | C  | T  | C  | T  | T  | C  | T  | C  | T  | C  | T  | C  | T  | C  |
| Risultato | P  | P  | P  | N  | P  | P  | P  | P  | P  | P  | V  | N  | P  | P  | P  | V  | P  | N  | P  | P  | N  | P  | P  | V  | P  | P  | P  | N  | P  | N  | P  | N  | P  | P  | P  | P  | P  | P  |
| Posizione | 16 | 16 | 17 | 17 | 17 | 20 | 20 | 20 | 20 | 20 | 20 | 19 | 18 | 20 | 20 | 20 | 20 | 20 | 20 | 20 | 20 | 20 | 20 | 20 | 20 | 20 | 20 | 20 | 20 | 20 | 20 | 20 | 20 | 20 | 20 | 20 | 20 | 20 |

Legenda:

Luogo: C = Casa; T = Trasferta. Risultato: V = Vittoria; N = Pareggio; P = Sconfitta.